# Fédération internationale des coopératives et mutuelles d'assurance
La Fédération internationale des coopératives et mutuelles d'assurance, en anglais International Cooperative and Mutual Insurance Federation ou ICMIF.

## Histoire
La Fédération internationale des coopératives et mutuelles d'assurance est un organisme fondé le 25 avril 1922,
Elle est à l'origine de la création de l'Association des assureurs coopératifs et mutualistes européens (ACME) en 1978.
En 2003, des organisations mutualistes et des coopératives de plus de 40 pays sont représentées par l'ICMIF.
L'ACME fusionne en 2008 avec l'Association internationale des sociétés d’assurance mutuelle pour créer l'Association des assureurs mutuels et coopératifs en Europe.